# 14074 Ріккаті
14074 Ріккаті (14074 Riccati) — астероїд головного поясу, відкритий 11 липня 1996 року.
Тіссеранів параметр щодо Юпітера — 3,210.

## Назва
Астероїд був названий 9 січня 2001 року на честь італійського математика Якопо Ріккаті (1676-1754), який був найбільш відомий своїми дослідженнями диференціальних рівнянь і методів зменшення порядку рівнянь.